# 威廉·沃林格
威廉·沃林格（德語：Wilhelm Worringer，1881年1月13日—1965年3月29日），德国艺术史学家，当代美学中“抽象说”的代表人物。
沃林格于1907年获伯尔尼大学博士学位，后留校任教。1914年起，又先后任教于波恩大学、柯尼斯堡大学。第二次世界大战后，出任哈雷-维滕贝格大学教授。其代表作《抽象与移情》被认为是表现主义的纲领性文献。他继承了李格尔提出的“艺术意志”与“世界感”的概念，在此基础上提出了“抽象说”，阐述了艺术中的抽象原则，并以此来反对当时美学理论中流行的“移情说”。